# Ajay Devgn
Vishal Veeru Devgan (Nova Deli, 2 de abril de 1969), conhecido pelo nome artístico de Ajay Devgn, é um ator, diretor e produtor de cinema indiano. Ele é amplamente considerado um dos atores mais populares e influentes do cinema hindi e já apareceu em mais de cem filmes em hindi. Devgn ganhou vários prêmios, incluindo dois National Film Awards e quatro Filmfare Awards. Em 2016, ele foi homenageado pelo Governo da Índia com o Padma Shri, a quarta maior homenagem civil do país.